# زفاف الأمير الحسين ورجوة آل سيف
اُقيمت في 1 يونيو 2023 مراسم زفاف ولي العهد الأردني الأمير الحسين بن عبد الله و‌رجوة آل سيف في اثنين من القصور الملكية بالمملكة الأردنية الهاشمية، حيث عُقد القران في قصر زهران أعقبه حفل ومأدبة زفاف في قصر الحسينية. الحسين هو الابن الأكبر للملك عبد الله الثاني والملكة رانيا ملكة الأردن، كما أنه ولي العهد، ورجوة هي الابنة الصغرى لرجل الأعمال السعودي «خالد آل سيف». كان حفل الزفاف التقليدي في قصر زهران، ترأس الجلسة وعقد القران إمام الحضرة الهاشمية أحمد الخلايلة. كان من بين الشخصيات البارزة التي حضرت الاجتماع العديد من أفراد العائلات الملكية الأخرى، ورؤساء الدول الجمهوريين، وأفراد عائلات العروس والعريس، كما كان لدى المملكة الأردنية عطلة وطنية في ذلك اليوم للاحتفال بالزفاف.
انتهت مراسم عقد القران في نحو الساعة الخامسة والنصف مساءً، نُقِل العروسين في موكب أحمر من سيارات المتحف الملكي من قصر زهران إلى قصر الحسينية بمسافة تُقدر بـ7.9 كم مروراً بالدوار الخامس والسادس والسابع والثامن وأخيراً دوار الشعب، ومن ثم شارع سعد خير الواقع بين حدائق الحسين ومدينة الحسين الطبية. خرجت حشود غفيرة لتحية ولي العهد، كما بُث الحفل والموكب على الهواء مباشرة عبر عدة قنوات تلفزيونية، وأُقيمت العديد من الحفلات على مدى اسبوع الزفاف في جميع أنحاء المملكة للاحتفال بالمناسبة.

## الخطبة
أعلن الديوان الملكي الهاشمي يوم الأربعاء الموافق 17 أغسطس 2022 على تويتر عن خطوبة الزوجين. جرت مراسم الخطوبة في الرياض في منزل السيد خالد آل سيف؛ والد رجوة. حضر الخطوبة أفراد العائلة المالكة الأردنية، وهم الملك والملكة، والأمير الحسن بن طلال، والأمير هاشم بن عبد الله، والأمير علي بن الحسين، والأمير هاشم بن الحسين، والأمير غازي بن محمد، والأمير راشد بن الحسن وعدة شخصيات من عائلة آل سيف. في حفل الخطوبة، ارتدت رجوة عباية مطرزة من ماركة Orient 499 اللبنانية بحزام برونزي استعارتها من والدة زوجها المستقبلي؛ الملكة رانيا. كما أقرضت الملكة رانيا رجوة زوجًا من الذهب الأبيض والألماس الأصفر ستيفن ويبستر لصور الخطوبة. قدم ولي العهد الحسين ل آل سيف خاتم هاري وينستون الماس على شكل الكمثرى.
شاركت الملكة رانيا على الإنستغرام تهنئتها قائلة: "رجوت الله - مثلي مثل كل أم - أن يرزقك خيراً وأن تجد من تحب، فجاءت رجوة. مبارك لابني الأمير الحسين وعروستنا الغالية والحلوة رجوة - الله يهنيكم ويسعدكم ويتمم على خير".

## قبل الزفاف

نفرح بالحسين، شعار المملكة الأردنية احتفالاً بالزفاف.

### حفل الحناء
في مساء يوم الاثنين الموافق 22 مايو 2023، نظمت الملكة رانيا العبدالله حفلة حنّاء في "مضارب بني هاشم" بالعاصمة الأردنية عمّان. شارك في الحفلة عدد من أميرات العائلة الملكية، بالإضافة إلى حوالي 600 سيدة حضرن من جميع أنحاء محافظات الأردن، بما في ذلك القرى والبوادي.
حيث شاركت الملكة رانيا العبدالله على حسابها في انستغرام قائلة:"اليوم بنفرح بأحلى رجوة، وفرحتنا ما بتكمل بدون أهلنا" 

## الزفاف
أعلن الديوان الملكي الهاشمي في 31 ديسمبر 2022 أن حفل الزفاف سيُقام يوم الخميس، 1 يونيو 2023. اجتمع الضيوف في قصر زهران في الساعة 5 مساءً بالتوقيت المحلي وأٌقيمت مراسم حفل الزفاف في تمام الساعة 5:15 في قصر زهران. حضر عقد القران في قصر زهران نحو 140 ضيفاً من أفراد عائلات ملكية عالمية وكبار الشخصيات قبل أن ينطلق في الساعة السادسة الموكب الأحمر ليطوف بالعروسين بموكب بإتجاه الشوارع الغربية من العاصمة بمسافة تُقدر بـ7.9 كم مروراً بالدوار الخامس والسادس والسابع والثامن وأخيراً دوار الشعب، ومن ثم شارع سعد خير الواقع وصولاً إلى قصر الحسينية، حيث أقيمت مأدبة رسمية ضمت 1700 ضيف، تميز الحفل بالعديد من الجوانب الاحتفالية. انتهى الحفل في الساعة 9:30 مساءً.
مُنِحَت رجوة آل سيف منذ لحظة عقد القران لقب "صاحبة السمو الملكي الأميرة رجوة الحسين المعظمة". ارتدت فستاناً ضيقاً مع تنورة واسعة من الخلف وخط عنق غير متناسق من مجموعة إيلي صعب، ووضعت تاجاً مرصعاً بالألماس من مجوهرات فريد Fredjewelry صُنع خصيصاً لها، مكتوبًا عليه عبارة "رجوة من الله"، وأقراط تدلّت من أُذنيها. اُصطُحبَت العروس إلى مكان عقد الزواج برفقة صهرها الأمير هاشم بن عبد الله. ارتدت رجوة في حفل الاستقبال نفس التاج والأقراط مع قميص دولتشي أند غابانا الأبيض وقفازات الأوبرا. حضرت الملكة رانيا حفل الاستقبال بفستان والذي زينته بتاجٍ كُتب عليه "العظمة لله"، وهو بذلك يعتبر أول تاج ملكي في العالم يُكتب بالخط العربي.

### الحضور

##### العائلة المالكة الأردنية
- الملك والملكة والدا العريس.[15]
  - الأميرة إيمان بنت عبد الله وجميل ألكسندر ترميوتيس، أخت العريس وصهره.[15]
  - الأميرة سلمى بنت عبد الله، أخت العريس.[15]
  - الأمير هاشم بن عبدالله، شقيق العريس.[15]
- الأمير الحسن بن طلال وزوجته الأميرة ثروت الحسن وأبنائهم رحمة وسمية وراشد، عم والد العريس الأكبر وعائلته.[15]
- الأميرة بسمة بنت طلال، عمة والد العريس.[15]
- الأميرة منى الحسين، جدة العريس.[15]
  - الأمير فيصل بن الحسين والأميرة زينة الفيصل، عم العريس وزوجته.[15]
    - الأميرة عائشة بنت فيصل، ابنة عم العريس.[15]

  - الأميرة عائشة بنت الحسين، عمة العريس.[15]
  - الأميرة زين بنت الحسين، عمة العريس.[15]
- الأميرة عالية بنت الحسين والسيد محمد الصالح، عمة العريس غير الشقيقة وزوجها.[15]
- الأمير علي بن الحسين والأميرة ريم الإبراهيمي، العم غير الشقيق للعريس وزوجته.[15]
  - الأمير هاشم بن الحسين والأميرة فهدة الهاشم، عم العريس غير الشقيق وزوجته.[15]
  - الأميرة راية بنت الحسين ونيد دونوفان، عمة العريس غير الشقيقة وزوجها.[15]
- الأميرة فريال إرشيد، الزوجة الأولى للأمير المتوفى محمد بن طلال.[15]
- الأميرة تغريد المجالي، الزوجة الثانية للأمير المتوفى محمد بن طلال.[15]
- الأمير طلال بن محمد والأميرة غيداء طلال، حفيد عم والد العريس وزوجته.[15]
- الأمير غازي بن محمد والأميرة مريم الغازي، حفيد عم والد العريس وزوجته.[15]

##### آل ياسين
- إلهام الياسين، جدة العريس.
  - دينا الياسين وشريف الزعبي، خالة العريس وزوجها.
  - مجدي الياسين وريم الحوراني، خال العريس وزوجته.

#### أقارب العروس
- خالد آل سيف وعزة السديري، والدا العروس.[15]
  - فيصل آل سيف، شقيق العروس.
  - نايف آل سيف، شقيق العروس.
  - دانا آل سيف، شقيقة العروس.

#### مُلوك أجانب

##### أعضاء عائلات ملكية حاكمة
- ولي العهد سلمان بن حمد آل خليفة
(ممثلاً عن ملك البحرين)
- الشيخ ناصر بن حمد آل خليفة من البحرين
- فيليب ملك بلجيكا[19][20]
  -  الأميرة إليزابيث، دوقة برابانت[19][20]
- ملكة بوتان جيتسون بيما
(ممثلاً عن ملك بوتان)
- أميرة بوتان يوفيلما تشودن
- سلطان بروناي حسن البلقية[21]
  -  أمير بروناي عبد المتين
- ولي العهد الدنماركي فريدريك وولي العهد الأميرة ماري[22]
- أميرة تاكامادو هيساكو
(ممثلاً عن إمبراطور اليابان)[23][24]
  -  تسوجوكو أميرة تاكامادو[23]
- الشيخ أحمد عبد الله الأحمد الصباح وزوجته منى الكليب
(ممثلاً عن أمير الكويت)
- أمير ليختنشتاين ألويس والأميرة صوفي.
- الأمير سيباستيان أمير لوكسمبورغ
- ملك ماليزيا وسلطان بهانج عبد الله أحمد شاه وملكة ماليزيا عزيزة أمينة ميمونة[25]
- ملك هولندا فيليم ألكساندر وملكة هولندا ماكسيما[26]
  -  أميرة أورانج كاتارينا أماليا[26]
- ولي عهد النرويج هاكون[27]
- ولي عهد عُمان ذي يزن بن هيثم آل سعيد
- الشيخة موزا المسند
(ممثلاً عن أمير قطر)
  -  الشيخ خليفة بن حمد بن خليفة آل ثاني[ا]
- ملك إسبانيا خوان كارلوس الأول والملكة صوفيا ملكة إسبانيا[28][29]
(ممثلاً عن ملك إسبانيا)
  -  دوقة لوغو إنفانتا إيلينا
- ولي العهد السويدي الأميرة فيكتوريا ودوق فسترغوتلاند الأمير دانيال[30]
(ممثلاً عن ملك السويد)
- ولي عهد إمارة أبوظبي خالد بن محمد بن زايد آل نهيان
(ممثلاً عن حاكم إمارة أبو ظبي)
- أمير ويلز ويليام والأميرة كاثرين[31]
(ممثلاً عن ملك المملكة المتحدة)
- الأميرة بياتريس والأمير إدواردو مابيلي موزي[32]

#### أعضاء بيوت ملكية غير حاكمة
- سيميون الثاني ملك بلغاريا وتساريتسا مارغريتا[ا]
  - أمير بريسلاف وكاثرين بتلر[ا]
- بافلوس، ولي عهد اليونان[ا]
- الشهبانو فرح ديبا، إمبراطورة إيران السابقة[ا]
- وصية تاج رومانيا مارغريتا والأمير رادو[ا][33]

#### سياسيون أردنيون
- بشر الخصاونة، رئيس وزراء الأردن وزوجته رنا سلطان
- أيمن الصفدي، نائب رئيس الوزراء الأردني ووزير الخارجية

#### سياسيون ودبلوماسيون أجانب
- جيل بايدن، زوجة الرئيس الأمريكي جو بايدن[25]
- أحمد أبو الغيط، الأمين العام لجامعة الدول العربية وزوجته ليلى أبو الغيط[ا]
- فيليبا كارسيرا، سيدة قبرص الأولى
- انتصار عامر وابنتها آية السيسي، زوجة رئيس مصر
- عبد اللطيف رشيد وشاناز إبراهيم أحمد، الرئيس العراقي والسيدة الأولى للعراق
- برهم صالح وسارباغ الصالح، الرئيس السابق والسيدة الأولى للعراق[ا]
- مصطفى الكاظمي، رئيس وزراء العراق الأسبق[ا]
- مسعود بارزاني، الرئيس السابق لكردستان العراق[ا]
- مسرور بارزاني، رئيس وزراء كردستان العراق
- ماتيو رينزي، رئيس وزراء إيطاليا السابق وزوجته أغنيسي لانديني.
- نجيب ميقاتي وعقيلته مي ميقاتي، رئيس وزراء لبنان
- بيلاوال بوتو زارداري وزير خارجية باكستان
- بول كاغامه وجانيت كاغامي، الرئيس والسيدة الأولى لرواندا
- ديفيد كاميرون، رئيس الوزراء السابق للمملكة المتحدة وزوجته سامانثا كاميرون[ا]
- نانسي بيلوسي، عضو مجلس النواب الأمريكي وزوجها بول بيلوسي[ا]

#### آخرون
- كارول ميدلتون والدة أميرة ويلز[ا][34]
  - بيبا ميدلتون، أخت كارول ميدلتون، وزوجها[ا][34]
- إيفانكا ترامب وجاريد كوشنر[ا]

## بعد الزواج
حصلت الاميرة رجوة على لقب زوجة ولي العهد الأردني على غرار صاحب السمو الملكي. وبزواجها رسميًا من ولي العهد، أصبحت رجوة آل السيف حاضرة في أنشطة البيت الملكي تمامًا كما تفعل حماتها؛ الملكة رانيا ملكة الأردن. ستكون قادرة على تمثيل ولي العهد في المناسبات، بما في ذلك تلك التي تقام في الخارج، مثل حفلات زفاف أعضاء العائلات الملكية. كما فعلت الملكة الحالية أيضًا، ستحضر الأنشطة المتعلقة بالمشاريع الاجتماعية والخيرية.

## وصلات خارجية
- مراسم عقد القران والزفاف صادر عن الديوان الملكي الهاشمي على اليوتيوب.